# Aṣḥama ibn Abjar
Aṣḥama ibn Abjar (in arabo أصحمة بن أبجر‎?; ... – 632) è stato un Negus di Axum.

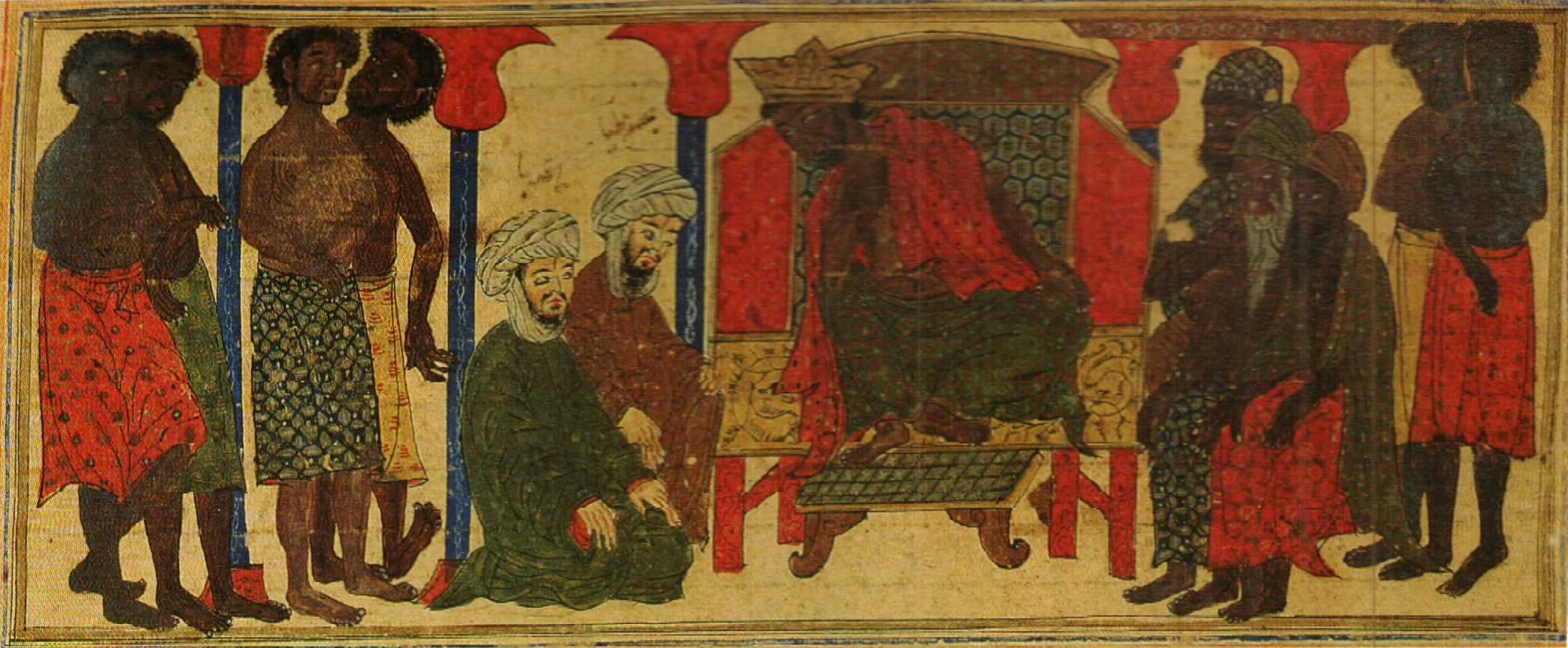

Aṣḥama ibn Abjar (in ge'ez Ella-Seham, variante Sahama, in lingua amarica ነጋሽ, in arabo أصحمة النجاشي‎?, Aṣḥama al-Najāshī,) fu un sovrano di Aksum.

Secondo la tradizione islamica fu al Negus etiope che il profeta Maometto avrebbe inviato una sua lettera in cui lo invitava ad abbracciare la fede islamica.
L'imām Abū Dāwūd al-Sijistānī riferisce nel Sunan, sua opera di Sunna, che egli si sarebbe convertito, rispondendo al profeta a sua volta: "Attesto che egli è il Messaggero di Allah, Allāh lo benedica e lo salvi, e che egli è colui che è stato preannunciato da Gesù figlio di Maria".